# Во имя жизни (фильм)
«Во имя жизни» — советский полнометражный чёрно-белый художественный фильм, поставленный на Киностудии «Ленфильм» в 1946 году режиссёрами Александром Зархи и Иосифом Хейфицем.
Премьера фильма в СССР состоялась 12 марта 1947 года.

## Сюжет
Фильм рассказывает о молодых хирургах, работающих над сложной медицинской проблемой. После ряда неудач некоторые перестают верить в успех. Однако главный герой упорно продолжает работу.

## В ролях
- Виктор Хохряков — Петров, хирург
- Михаил Кузнецов — Колесов, хирург
- Олег Жаков — Рождественский, хирург
- Клавдия Лепанова — Лена Погодина, актриса
- Людмила Шабалина — Вера
- Владимир Дорофеев — Назаркин, наборщик
- Владимир Сладкопевцев — учёный (нет в титрах)
- Николай Черкасов  —  сторож Лукич

## Съёмки
Производственный период начался 1 июля 1946 года. Изначально фильм должны были снимать с 15 августа 1946 года по февраль 1947 года, а сдать картину должны были не позднее 27 февраля этого же года, но министерство кинематографии поставило задачу — сдать картину до 31 декабря 1946 года. Из-за трудностей с подбором актёров, съёмки начались лишь 18 сентября. Сцены в больнице снимали в павильонах «Ленфильма», а для натурных съёмок в Ленинграде съёмочная группа отказалась от дорогостоящих декораций по причине того, что «производственная мощность декоративно-постановочного цеха киностудии не позволит в сокращённые сроки полностью удовлетворить потребности картины». Озвучивание и монтаж картины проходили параллельно со съёмками фильма. Съёмки завершились за девять дней до окончания установленного срока сдачи и в итоге составили ровно сто дней. 29 декабря 1946 года съёмочная группа сдала картину министерству.